# Música y estrellas
Música y estrellas fue un programa de televisión que emitió TVE en la tarde de los sábados de 1976.

## Formato
Conducido por Marujita Díaz, el programa hacía un repaso de los números más aclamados del género musical de la Revista y la Comedia Musical Española. Cada semana asistían al plató del programa varios artistas de la escena y la canción que acompañaban a la presentadora en el recuerdo de esta música del pasado.

## Equipo artístico
Para los sketches del espacio, el programa contaba con un equipo artístico integrado por:
- Pepe Rubio
- Javier de Campos
- Moncho Ferrer
- Ricardo G. Lilló

## Equipo técnico
- Dirección: Romano Villalba.
- Dirección musical: Alfonso Santiesteban.
- Coreografía: Ricardo Ferrante.

## Artistas invitados
Entre otros, desfilaron por el programa:
- Guadalupe Muñoz Sampedro.
- Paloma San Basilio.
- Vicente Parra.
- Rosa Valenty.
- Manolo Otero.
- Olga Ramos.
- Ágata Lys.
- Víctor Valverde.
- Juanito Navarro.
- Pepe Da Rosa.
- Pepe Domingo Castaño.
- María Isbert.
- Julia Martínez.
- Luis Sánchez Polack.
- Isabel María Pérez.